# Renee Alame
Renee Alame (* 5. Mai 2009) ist eine australische Tennisspielerin.

## Karriere
2022 gewann sie den Titel im Einzel der U12 bei den Australian Claycourt Championships und den Titel im Einzel der U14 bei den Australian Hardcourt Championships.
2023 gewann sie im Februar die dritte Ausgabe der Selangor J30 ITF World Tennis Tour Juniors Championship 2023. Im Juli startete sie beim U14-Wettbewerb in Wimbledon. Sie gewann den Titel im Einzel der U14 bei den Australian Junior Claycourt Championships.
2024 startete Renee Alame bei den Australian Open, wo sie eine Wildcard für das Hauptfeld im Juniorinneneinzel erhielt. Sie verlor in der ersten Runde gegen Ena Koike mit 2:6 und 4:6. Im Juniorinnendoppel verlor sie an der Seite ihrer Partnerin Alana Subasic in der ersten Runde gegen Assylschan Arystanbekowa und Yuliya Perapekhina mit 1:6 und 3:6. Im Februar gewann sie das J100 Brisbane Hardcourt Junior International. Ende Oktober startete sie bei den mit 60.000 US-Dollar dotierten Perpetual NSW Open, wo sie mit Jizelle Sibai im Doppel antrat. Die beiden verloren bereits in der ersten Runde mit 1:6 und 6:75 gegen Alexandra Bozovic und Belle Thompson. Außerdem vertrat sie Australien beim Billie Jean King Cup der Juniorinnen.
2025 erhielt sie eine Wildcard für die Qualifikation zum Hauptfeld im Dameneinzel der Hobart International, wo sie in der ersten Runde gegen Suzan Lamens mit 0:6 und 3:6 verlor.

## Familie
Renee hat eine ein Jahr ältere Schwester Rianna, die ebenfalls Tennis spielt.